# Campeonato Pernambucano de Futebol - Série A2
O Campeonato Pernambucano de Futebol - Série A2, também conhecido como Pernambucano A2, Segundona e Série A2, é equivalente a segunda divisão do sistemas de liga pernambucana de futebol profissional. Criado e organizado pela Federação Pernambucana de Futebol desde 1977 e, ininterrupta desde 1995. É disputado por 10 clubes em um sistema de promoção e de promoção com a Série A1 e Série A3.

Ao contrário do que ocorrera em outros estados, a competição é uma de varias em que o futebol é semiprofissional e que encontra varias dificuldades de realização. Dificuldades essas, que muitas vezes dificultam boa parte dos clubes que disputam a competição, sejam elas financeiras ou estruturais, que por vezes também afeta os da primeira divisão. O amadorismo por vezes, foi o DNA do futebol pernambucano que teve a sua principal divisão, vivendo a época dourada do amadorismo. Com o profissionalismo do futebol no estado, surgiu um grande abismo entre os clubes da elite do futebol pernambucano, o que fez alguns dos mais tradicionais clubes de futebol fecharem as portas. Para que outros clubes populares não tivessem seus fins decretados, sob a tutela da LPDT (atual FPF), que em 1918 foi criado uma competição com os seus afiliados de menor foça esportiva, que não poderiam rivalizar com os clubes de maior força do estado. Ao longo dos anos, outras competições se intitulavam de “Segunda Divisão” pernambucana e nem todas davam acesso a divisão superior. Em 1939, a edição do Pernambucano daquele ano, foi dividido em duas divisões; azul e branca e, todos os clubes pertenciam a capital do estado.
Em 1977, foi realizado de fato a primeira edição oficial da Série A2. Nesta edição denominada Torneio Seletivo de 1977 - Torneio Governador Moura Cavalcanti, participaram 10 equipes e teve como campeão a Associação Atlética Maguary, oficialmente considerado o primeiro campeão da 1ª edição da segunda divisão. Ao longo da história, a segunda divisão pernambucana conta com 21 clubes diferentes campeões do certame, tendo como maior campeão o Vera Cruz com quatro conquistas, seguido de Petrolina com três títulos e Flamengo de Arcoverde e Vitória das Tabocas, duas conquistas cada.
A segunda divisão do futebol de Pernambuco é um lugar para se descobrir novos talentos, que almejam uma carreira no mundo da bola e também a vitrine para muitos clubes do interior Pernambuco, poderem promover suas cidades sedes proporcionando uma movimentação turística e econômica. Clubes tradicionais do interior do estado que estão atualmente na elite profissional do futebol pernambucano como; Central de Caruaru, Salgueiro, Flamengo de Arcoverde, Afogados, Vitória das Tabocas e recentemente o Petrolina, já disputaram esta competição. Times das regiões metropolitanas do Recife, também já disputaram a segunda divisão.
Cidades turísticas como; Jaboatão dos Guararapes, Olinda, Caruaru,  Garanhuns, Goiana, dentre outras cidades tanto do interior quanto cidades da Região Metropolitana do Recife, já tiveram ou tem notoriedade no cenário futebolístico tanto a nível estadual, quanto a nível nacional, proporcionando credibilidade turística e econômica gerando empregos e visibilidade de seus municípios.

## História

### Antecedentes (1918–1939)
As atuais edições oficiais da segundona, não são as únicas a terem essa nomenclatura. Ao longo dos anos, muitos torneios se intitulavam de “Segunda Divisão”. Em 1918, foi criado uma competição com clubes filiados a Liga Pernambucana de Desportos Terrestres - (LPDT) de menor força do estadual. Esta edição contou com cinco clubes, dentre eles marca a presença do Centro Sportivo do Peres, um dos membros fundadores da atual federação que comanda o futebol pernambucano e fundador do primeiro Campeonato Pernambucano de Futebol de 1915. Os Viuvinhas como se denominam, sagraram-se campeões desta competição mas, não tem o respaldo da FPF. Já em 1939, é datado que o campeonato pernambucano daquele ano tinha a participação de 10 clubes (todos de Recife) e com isso a federação dividiu os 10 clubes em 02 divisões, a Azul (1ª divisão) e a Branca (2ª divisão). Algo semelhante ao Campeonato Brasileiro de Futebol de 1987, dividido em Módulo Verde e Módulo Amarelo.

#### Campeonato Pernambucano - 2ª Divisão de 1918
A seguir, participantes e resultados da competição de 1918.
| Equipe                   | Cidade | Região                         | Participações |
| ------------------------ | ------ | ------------------------------ | ------------- |
| Brazil Foot-Ball Club    | Recife | Região Metropolitana do Recife | 1             |
| Casa Forte Football Club | Recife | Região Metropolitana do Recife | 1             |
| Centro Sportivo do Peres | Recife | Região Metropolitana do Recife | 1             |
| Varzeano Sport Club      | Recife | Região Metropolitana do Recife | 1             |
| Ypiranga Foot-Ball Club  | Recife | Região Metropolitana do Recife | 1             |

| Campeão da Segunda Divisão de 1918 |
| ---------------------------------- |
| Centro Sportivo do Peres 1° Título |

#### Campeonato Pernambucano - 2ª Divisão de 1939 (Módulo Branco)
A seguir, participantes e resultados da competição de 1939.
| Equipe                            | Cidade | Região                         | Participações |
| --------------------------------- | ------ | ------------------------------ | ------------- |
| Sport Club Flamengo               | Recife | Região Metropolitana do Recife | 1             |
| Globo Sport Club do Recife        | Recife | Região Metropolitana do Recife | 1             |
| Associação Atlética Great Western | Recife | Região Metropolitana do Recife | 1             |
| Íris Sport Club                   | Recife | Região Metropolitana do Recife | 1             |
| Torre Sport Club                  | Recife | Região Metropolitana do Recife | 1             |

| Campeão da Segunda Divisão de 1939 |
| ---------------------------------- |
| Torre Sport Club 1° Título         |

Apesar destas conquistas fazerem parte da história vitoriosa desses clubes e a mídia considerarem como campeões da segunda divisão pernambucana, a FPF não reconhece esses campeonatos como competições oficiais.

### O início: Primeira edição da Série A2 (1977)
O Pernambucano A2 tem sido o (CELEIRO DE GRANDES PROMESSAS) do futebol de Pernambuco. Inicialmente, o campeonato foi desenvolvido em 1977 para que clubes que não estavam inscritos ou em condições na época, poderem ter um campeonato paralelo a primeira divisão, assim tinham datas jogáveis em seus calendários e tanto clubes quanto jogadores, poderiam continuar com suas atividades.
Também visando atrair o futebol do Interior, a Federação Pernambucana de Desportos, criou o Campeonato Pernambucano da 2ª Divisão, em 1977. A competição contou com a participação de dez clubes e foi disputado entre 28 de agosto de 1977 a 09 de outubro do mesmo ano. 
No final, três equipes terminaram a competição empatadas com 14 pontos: Maguary, Ferroviário e União Peixe. Porém, no 1º critério de desempate, o União ficou na terceira colocação por ter cinco vitórias contra seis das duas outras equipes. Então no 2º critério de desempate deu Associação Atlética Maguary, clube do município de Bonito. O "Alvianil Bonitense", como era conhecido, terminou com um saldo de 10 gols contra nove do Ferroviário, dessa forma a equipe conquistou o inédito título e  se tornou a primeira equipe campeã do certame. Apesar de ter o nome de Segunda Divisão, ela só promoveu seus campeões para a série A1 a partir da Série A2 de 1996. Entre 1999 a 2002, apesar de não ser a última divisão do estado de Pernambuco nesses anos, a Série A2 nunca rebaixou nenhuma equipe para a extinta Série A3, que na época era chamada de Copa do Interior das Ligas Municipais.

### Século XXI: Reformulações, estabilização e crescimento (1995–presente)
Desde de 1995, a competição teve varias equipes diferentes campeãs da competição. Uma das características históricas do campeonato, é que não há uma padronização no sistema de disputa igual a primeira divisão, que muda a cada ano, assim como as regras e o número de participantes. Em 2019, a ideia era de padronizar tanto a Série A1 quanto à A2, com um número exato de participantes e tinha objetivo de formatar o futebol, principalmente no interior do estado. Dessa forma, o presidente da federação Evandro Carvalho junto ao então diretor de competições Murilo Falcão, cogitavam a reativação da Terceira Divisão do estadual e assim, voltando a rebaixar clubes da A2 e receber os clubes promovidos da A3. Infelizmente devido aos clubes não chegarem a um acordo mutuo, essa ideia fora deixada para uma eventual oportunidade, algo que foi pautada em 2020. A ideia era transformar a Copa Pernambuco de Futebol que havia retornado em 2019, na própria terceira divisão. Mas, devido a uma nova recusa de clubes em não concordarem aos termos do formato e regulamento e devido a grande crise mundial causada por conta do novo coronavírus e por decreto de paralisação do futebol no pais, principalmente no estado de Pernambuco, novamente a divisão continuou sem rebaixamento e a Série A3 continuou no limbo, continuando como última divisão estadual.
Entre 2014 à 2021, o torneio, foi uma competição voltada as equipes com elenco Sub-23 e com mesclas de jogadores acima dessa idade. Este formato foi voltado para revelar novos talentos e não sobrecarregar, a folha salarial de clubes com teto salario muito inferior. Há rigorosidade da federação com os estádios utilizados na competição. Clubes que não obedecem com as exigências da federação, tem seus estádios vetados e impossibilitados para o publico por motivos de segurança. A FPF exige que os clubes se adequem com antecedência para que se caso não possa ter condições de participar da competição possa ser substituídos ou que seja revisto o formato da competição. A cada inicio de ano, os clubes que queiram participar da competição, se reúnem com o presidente e com o secretario de competições, para decidir o formato e como será realizado o torneio.

## Formato da competição
Assim como na primeira divisão e como em outros estaduais, como o Campeonato Paulista ou Campeonato Carioca, o formato de disputa é dividido em duas fase. Na primeira fase, os times são divididos em grupos classificatórios onde os melhores clubes avançam para a fase seguinte. O número de equipes classificadas, varia conforme o número de equipes participantes e a formato aprovado aprovado pelos clubes em reunião com a direção de competições da FPF. Na segunda fase, as equipes classificadas jogam o resto do campeonato num sistema eliminatório de mata-mata em dois jogos de ida e volta até a final, onde as duas ultimas equipes disputarão o título e o campeão e o vice ganharão o direito de jogarem na elite do futebol pernambucano. 
Entre 2017 à 2018, a competição teve um formato diferente aos anos anteriores, onde só o campeão era promovido. Devido ao calendário do futebol brasileiro ter poucas datas disponíveis e visando se adequar a atual realidade do calendário nacional, cujo números de datas vem se reduzindo para a realização dos Campeonatos Estaduais, à Federação Pernambucana de Futebol nestes respectivos anos, promoveu apenas o campeão a primeira divisão.
Desde 2020, o formato da competição foi jogado no sistema de Pontos corridos. Todas as fases, foram disputadas em grupos classificatórios. Desde então, o campeão era conhecido após participar de duas fases; Classificatória (Pontos corridos) e Eliminatório, disputado no sistema de eliminação de Mata-Mata (jogos de ida e volta ou apenas jogos únicos).

## Campeões
| Edição      | Ano         | Nº            | Campeão                                   | Vice-campeão                      | Terceiro colocado                            | Quarto colocado                    |               |
| ----------- | ----------- | ------------- | ----------------------------------------- | --------------------------------- | -------------------------------------------- | ---------------------------------- | ------------- |
| 1ª          | 1977        | 10            | Maguary (Bonito) (1)(INV)                 | Ferroviário (Recife)              | União Peixe (Pesqueira)                      | AGA (Garanhuns)                    |               |
| 1978 - 1994 | 1978 - 1994 | Não disputado | Não disputado                             | Não disputado                     | Não disputado                                | Não disputado                      | Não disputado |
| 2ª          | 1995        | 06            | Sete de Setembro (Garanhuns) (1)          | Centro Limoeirense (Limoeiro)     | Ferroviário (Recife)                         | Casa Caiada (Recife)               |               |
| 3ª          | 1996        | 12            | Flamengo de Arcoverde (Arcoverde) (1)     | 1º de Maio (Petrolina)            | não informado                                | não informado                      |               |
| 4ª          | 1997        | 08            | Ferroviário (Serra Talhada) (1)           | Grêmio Petrolândia (Petrolândia)  | Serrano (Serra Talhada)                      | Surubim (Surubim)                  |               |
| 5ª          | 1998        | 10            | Unibol (Paulista) (1)                     | Surubim (Surubim)                 | Centro Limoeirense (Limoeiro)                | Serrano (Serra Talhada)            |               |
| 6ª          | 1999        | 12            | Central (Caruaru) (1)                     | Íbis (Paulista)                   | Ferroviário (Recife)                         | 1º de Maio (Petrolina)             |               |
| 7ª          | 2000        | 17            | AGA (Garanhuns) (1)                       | Centro Limoeirense (Limoeiro)     | Petrolina (Petrolina)                        | Surubim (Surubim)                  |               |
| 8ª          | 2001        | 18            | Petrolina (Petrolina) (1)                 | Intercontinental (Recife)         | Unibol (Paulista)                            | Serrano (Serra Talhada)            |               |
| 9ª          | 2002        | 14            | Itacuruba (Itacuruba) (1)                 | 1º de Maio (Petrolina)            | Egipciense (São José do Egito)               | Íbis (Paulista)                    |               |
| 10ª         | 2003        | 13            | Porto (Caruaru) (1)                       | Serrano (Serra Talhada)           | Centro Limoeirense (Limoeiro)                | A.E. Barreiros (Barreiros)         |               |
| 11ª         | 2004        | 17            | Ypiranga (Santa Cruz do Capibaribe) (1)   | Ramalat (Ouricuri)                | Desportiva Vitória (Vitória de Santo Antão)  | Vera Cruz (Vitória de Santo Antão) |               |
| 12ª         | 2005        | 17            | Estudantes (Timbaúba) (1)                 | Central (Caruaru)                 | Salgueiro (Salgueiro)                        | Surubim (Surubim)                  |               |
| 13ª         | 2006        | 10            | Vera Cruz (Vitória de Santo Antão) (1)    | Cabense (Cabo de Santo Agostinho) | Belo Jardim (Belo Jardim)                    | Sete de Setembro (Garanhuns)       |               |
| 14ª         | 2007        | 14            | Salgueiro (Salgueiro) (1)                 | Sete de Setembro (Garanhuns)      | Centro Limoeirense (Limoeiro)                | Petrolina (Petrolina)              |               |
| 15ª         | 2008        | 15            | Vitória (Vitória de Santo Antão) (1)      | Cabense (Cabo de Santo Agostinho) | América (Recife)                             | Afogadense (Afogados da Ingazeira) |               |
| 16ª         | 2009        | 12            | Vera Cruz (Vitória de Santo Antão) (2)    | Araripina (Araripina)             | Ferroviário (Cabo de Santo Agostinho)        | Afogadense (Afogados da Ingazeira) |               |
| 17ª         | 2010        | 13            | Petrolina (Petrolina) (2)                 | América (Recife)                  | Decisão (Chã Grande)                         | Olinda (Olinda)                    |               |
| 18ª         | 2011        | 09            | Serra Talhada (Serra Talhada) (1)         | Belo Jardim (Belo Jardim)         | Timbaúba (Timbaúba)                          | Decisão (Chã Grande)               |               |
| 19ª         | 2012        | 15            | Chã Grande (Chã grande) (1)               | Pesqueira (Pesqueira)             | Olinda (Olinda)                              | Cabense (Cabo de Santo Agostinho)  |               |
| 20ª         | 2013        | 15            | Vitória (Vitória de Santo Antão) (2)      | América (Recife)                  | Timbaúba (Timbaúba)                          | Araripina (Araripina)              |               |
| 21ª         | 2014        | 16            | Vera Cruz (Vitória de Santo Antão) (3)    | Atlético Pernambucano (Carpina)   | Belo Jardim (Belo Jardim)                    | Jaguar (Jaboatão dos Guararapes)   |               |
| 22ª         | 2015        | 12            | Belo Jardim (Belo Jardim) (1)             | Vitória (Vitória de Santo Antão)  | Afogados (Afogados da Ingazeira)             | Barreiros (Barreiros)              |               |
| 23ª         | 2016        | 12            | Flamengo de Arcoverde (Arcoverde) (2)     | Afogados (Afogados da Ingazeira)  | Timbaúba (Timbaúba)                          | Cabense (Cabo de Santo Agostinho)  |               |
| 24ª         | 2017        | 10            | Pesqueira (Pesqueira) (1)                 | Decisão (Bonito)                  | Cabense (Cabo de Santo Agostinho)            | Sete de Setembro (Garanhuns)       |               |
| 25ª         | 2018        | 15            | Petrolina (Petrolina) (3)(INV)            | Centro Limoeirense (Limoeiro)     | Decisão (Bonito)                             | Serrano (Serra Talhada)            |               |
| 26ª         | 2019        | 08            | Decisão (Bonito) (1)                      | Retrô (Camaragibe)                | Vera Cruz (Vitória de Santo Antão)           | Porto (Caruaru)                    |               |
| 27ª         | 2020        | 06            | Vera Cruz (Vitória de Santo Antão) (4)    | Sete de Setembro (Garanhuns)      | Centro Limoeirense (Limoeiro)                | Porto (Caruaru)                    |               |
| 28ª         | 2021        | 14            | Caruaru City (Caruaru) (1)                | Íbis (Paulista)                   | Petrolina (Petrolina)                        | América (Recife)                   |               |
| 29ª         | 2022        | 25            | Central (Caruaru) (2)                     | Belo Jardim (Belo Jardim)         | Maguary (Bonito)                             | Porto (Caruaru)                    |               |
| 30ª         | 2023        | 12            | Afogados (Afogados da Ingazeira) (1)(INV) | Vitória (Vitória de Santo Antão)  | Flamengo de Arcoverde (Arcoverde)            | Decisão Sertânia (Sertânia)        |               |
| 31ª         | 2024        | 10            | Jaguar (Jaboatão dos Guararapes) (1)      | Decisão Sertânia (Sertânia)       | Vitória das Tabocas (Vitória de Santo Antão) | Cabense (Cabo de Santos Agostinho) |               |

## Títulos

### Por clube
Em caso de número de títulos de campeão iguais, prevalece o número de títulos de vices, e após isso, a antiguidade do primeiro título de campeão.
| Clube                                        | Títulos | Vices | Edições                 |
| -------------------------------------------- | ------- | ----- | ----------------------- |
| Vera Cruz (Vitória de Santo Antão)           | 4       | 0     | 2006, 2009, 2014 e 2020 |
| Petrolina (Petrolina)                        | 3       | 0     | 2001, 2010 e 2018       |
| Vitória das Tabocas (Vitória de Santo Antão) | 2       | 2     | 2008 e 2013             |
| Central (Caruaru)                            | 2       | 1     | 1999 e 2022             |
| Flamengo de Arcoverde (Arcoverde)            | 2       | 0     | 1996 e 2016             |
| Sete de Setembro (Garanhuns)                 | 1       | 2     | 1995                    |
| Belo Jardim (Belo Jardim)                    | 1       | 2     | 2015                    |
| Decisão Sertânia (Sertânia)                  | 1       | 2     | 2019                    |
| Pesqueira (Pesqueira)                        | 1       | 1     | 2017                    |
| Afogados (Afogados da Ingazeira)             | 1       | 1     | 2023                    |
| Maguary (Bonito)                             | 1       | 0     | 1977                    |
| Ferroviário ST (Serra Talhada)               | 1       | 0     | 1997                    |
| Unibol (Paulista)                            | 1       | 0     | 1998                    |
| AGA (Garanhuns)                              | 1       | 0     | 2000                    |
| Itacuruba (Itacuruba)                        | 1       | 0     | 2002                    |
| Porto-PE (Caruaru)                           | 1       | 0     | 2003                    |
| Ypiranga-PE (Santa Cruz do Capibaribe)       | 1       | 0     | 2004                    |
| Estudantes (Timbaúba)                        | 1       | 0     | 2005                    |
| Salgueiro (Salgueiro)                        | 1       | 0     | 2007                    |
| Serra Talhada (Serra Talhada)                | 1       | 0     | 2011                    |
| Chã Grande (Chã Grande)                      | 1       | 0     | 2012                    |
| Caruaru City (Caruaru)                       | 1       | 0     | 2021                    |
| Jaguar (Jaboatão dos Guararapes)             | 1       | 0     | 2024                    |
| Centro Limoeirense (Limoeiro)                | 0       | 3     | –                       |
| 1° de Maio (Petrolina)                       | 0       | 2     | –                       |
| Cabense (Cabo de Santo Agostinho)            | 0       | 2     | –                       |
| América-PE (Recife)                          | 0       | 2     | –                       |
| Íbis (Paulista)                              | 0       | 2     | –                       |
| Ferroviário do Recife (Recife)               | 0       | 1     | –                       |
| Grêmio Petrolândia (Petrolândia)             | 0       | 1     | –                       |
| Surubim FC (Surubim)                         | 0       | 1     | –                       |
| Intercontinental (Recife)                    | 0       | 1     | –                       |
| Serrano-PE (Serra Talhada)                   | 0       | 1     | –                       |
| Ramalat (Ouricuri)                           | 0       | 1     | –                       |
| Araripina (Araripina)                        | 0       | 1     | –                       |
| Atlético Pernambucano (Carpina)              | 0       | 1     | –                       |
| Retrô (Camaragibe)                           | 0       | 1     | –                       |

 Campeão invicto.

### Por cidade
| Cidade                   | Títulos | Vices |
| ------------------------ | ------- | ----- |
| Vitória de Santo Antão   | 6       | 1     |
| Caruaru                  | 4       | 1     |
| Petrolina                | 3       | 2     |
| Garanhuns                | 2       | 2     |
| Bonito                   | 2       | 1     |
| Serra Talhada            | 2       | 1     |
| Arcoverde                | 2       | 0     |
| Belo Jardim              | 1       | 2     |
| Paulista                 | 1       | 2     |
| Afogados da Ingazeira    | 1       | 1     |
| Pesqueira                | 1       | 1     |
| Chã Grande               | 1       | 0     |
| Itacuruba                | 1       | 0     |
| Jaboatão dos Guararapes  | 1       | 0     |
| Salgueiro                | 1       | 0     |
| Santa Cruz do Capibaribe | 1       | 0     |
| Timbaúba                 | 1       | 0     |
| Recife                   | 0       | 4     |
| Limoeiro                 | 0       | 3     |
| Cabo de Santo Agostinho  | 0       | 2     |
| Araripina                | 0       | 1     |
| Camaragibe               | 0       | 1     |
| Carpina                  | 0       | 1     |
| Ouricuri                 | 0       | 1     |
| Petrolândia              | 0       | 1     |
| Sertânia                 | 0       | 1     |
| Surubim                  | 0       | 1     |

### Por mesorregião
| Mesorregião           | Títulos | Vices |
| --------------------- | ------- | ----- |
| Agreste               | 11      | 11    |
| Zona da Mata          | 8       | 2     |
| Sertão                | 5       | 5     |
| Vale do São Francisco | 4       | 3     |
| Região Metropolitana  | 2       | 9     |

## Artilheiros

### Por edições
| Ano                         | Artilheiro        | Clube                 | Gols | Ref.   |
| --------------------------- | ----------------- | --------------------- | ---- | ------ |
| 1977-1999 (Sem informações) |                   |                       |      |        |
| 2000                        | Joélson           | Palmares FC           | 9    |        |
| 2001                        | Jefferson Luiz    | Unibol                | 16   |        |
| 2002                        | Gonçalves         | Ypiranga              | 11   |        |
| 2003                        | Clodoaldo         | Porto-PE              | 12   |        |
| 2003                        | Fabian            | Porto-PE              | 12   |        |
| 2004                        | Bibi              | Ypiranga-PE           | 18   |        |
| 2005                        | Eduardo Teles     | Vera Cruz             | 9    |        |
| 2006                        | Serjão            | Belo Jardim           | 15   |        |
| 2007                        | Ciel              | Petrolina             | 9    |        |
| 2008                        | Alan Rocha        | Vitória das Tabocas   | 13   |        |
| 2009                        | Patrick           | Vera Cruz             | 15   |        |
| 2010                        | Nêgo Pai          | Belo Jardim           | 11   |        |
| 2011                        | Josy              | Olinda                | 11   |        |
| 2012                        | Josy              | Olinda                | 19   |        |
| 2013                        | Josy              | Olinda                | 18   |        |
| 2014                        | Pedro Maycon      | Belo Jardim           | 13   |        |
| 2015                        | Sillas Gomes      | Vitória das Tabocas   | 12   |        |
| 2016                        | Erikys Ferreira   | Flamengo de Arcoverde | 9    |        |
| 2016                        | Samuel Ribeiro    | Vera Cruz             | 9    |        |
| 2017                        | Edson             | Cabense               | 10   |        |
| 2018                        | Daniel Passira    | Centro Limoeirense    | 7    |        |
| 2019                        | Renato            | Decisão Sertânia      | 10   |        |
| 2020                        | Romário           | Íbis                  | 7    |        |
| 2021                        | Júlio Carpegianne | Petrolina             | 6    |        |
| 2021                        | Kelven            | Íbis                  | 6    |        |
| 2022                        | Maycon Félix      | Maguary               | 7    | [ 36 ] |
| 2023                        | Pedro Maycon      | Jaguar                | 11   | [ 37 ] |

### Artilheiros por time
Ranking de clubes com mais artilheiros na história da competição.
| Ranking | Clube                 | Número de artilheiros |
| ------- | --------------------- | --------------------- |
| 1º      | Belo Jardim           | 3 vezes               |
| 1º      | Olinda                | 3 vezes               |
| 1º      | Vera Cruz             | 3 vezes               |
| 4º      | Íbis                  | 2 vezes               |
| 4º      | Petrolina             | 2 vezes               |
| 4º      | Porto-PE              | 2 vezes               |
| 4º      | Vitória das Tabocas   | 2 vezes               |
| 4º      | Ypiranga-PE           | 2 vezes               |
| 9º      | Cabense               | 1 vez                 |
| 9º      | Centro Limoeirense    | 1 vez                 |
| 9º      | Decisão Sertânia      | 1 vez                 |
| 9º      | Flamengo de Arcoverde | 1 vez                 |
| 9º      | Jaguar                | 1 vez                 |
| 9º      | Maguary               | 1 vez                 |
| 9º      | Palmares FC           | 1 vez                 |
| 9º      | Unibol                | 1 vez                 |

### Maiores artilheiros
Os cinco maiores artilheiros da história do Campeonato Pernambuco - Série A2:
1. 48 gols:  Josy (Olinda)
2. 18 gols:  Bibi (Ypiranga-PE)
3. 16 gols:  Jefferson Luiz (Unibol)
4. 15 gols:  Patrick (Vera Cruz) e  Serjão (Belo Jardim )

### Jogadores
Atualmente, o jogador Josy detém o recorde de maior número de gols no Campeonato Pernambucano - Série A2, com 48 gols marcados. É o único jogador a ser artilheiro em três edições pelo mesmo clube (2011, 2012 e 2013), todos marcados quando atuava pelo Olinda. No ano do centenário do Campeonato Pernambucano, o jogador Sillas Gomes do Vitória foi o melhor marcador entre as duas divisões, com 12 gols marcados. O jogador Bibi do Ypiranga-PE, é o maior artilheiro em uma única edição com 18 gols marcados.

## Estatísticas

### Participações
Abaixo segue a lista dos clubes que mais participaram do Campeonato Pernambucano Série A2.
A equipe do Íbis Sport Club é a recordista de participação, com vinte e cinco participações no torneio.
| Clube                 | Cidade                  | Participações | Anos                                                                    |
| --------------------- | ----------------------- | ------------- | ----------------------------------------------------------------------- |
| Íbis                  | Paulista                | 25            | 1977, 1995–1999, 2001–2008, 2010, 2012–2021 e 2023                      |
| Centro Limoeirense    | Limoeiro                | 24            | 1995, 1998–2000, 2002–2007 e 2009–2023                                  |
| Ferroviário do Cabo   | Cabo de Santo Agostinho | 19            | 2001–2003, 2006–2014, 2016–2018 e 2020–2023                             |
| 1° de Maio            | Petrolina               | 18            | 1996, 1999–2002, 2004–2010 e 2018–2023                                  |
| Cabense               | Cabo de Santo Agostinho | 17            | 1999–2006, 2008, 2012–2013, 2016–2018 e 2020–2022                       |
| Sete de Setembro      | Garanhuns               | 17            | 1995, 1998–2002, 2004–2007, 2012–2014, 2017–2018, 2020 e 2022           |
| Decisão Sertânia      | Sertânia                | 17            | 1997–2001, 2003–2004, 2007–2008, 2010–2011, 2014, 2017–2019 e 2022–2023 |
| Vera Cruz             | Vitória de Santo Antão  | 15            | 2003–2006, 2009, 2011, 2013-2014, 2016–2020 e 2022–2023                 |
| América-PE            | Recife                  | 13            | 1999–2001, 2004–2006, 2008–2010, 2013 e 2020–2022                       |
| Flamengo de Arcoverde | Arcoverde               | 12            | 1977, 1996, 2000, 2002–2003, 2008–2009, 2013, 2015–2016 e 2022–2023     |
| Timbaúba              | Timbaúba                | 11            | 2010–2016, 2018 e 2020–2022                                             |

### Maiores goleadas
Abaixo segue a lista das cinco maiores goleadas da história da Segunda Divisão do Campeonato Pernambucano.
| Nº | Data           | Edição | Mandante            | Placar | Visitante             | Estádio             | Local                   | Ref.   |
| -- | -------------- | ------ | ------------------- | ------ | --------------------- | ------------------- | ----------------------- | ------ |
| 1  | 11 de maio     | 2003   | Grêmio Petrolândia  | 0–9    | Serrano-PE            | Galegão             | Petrolândia             |        |
| 1  | 15 de setembro | 2013   | Araripina           | 9–0    | Flamengo de Arcoverde | Chapadão do Araripe | Araripina               | [ 43 ] |
| 1  | 4 de outubro   | 2017   | Ferroviário do Cabo | 0–9    | Cabense               | Gileno de Carli     | Cabo de Santo Agostinho | [ 44 ] |
| 1  | 6 de novembro  | 2022   | Vera Cruz           | 9–0    | 1° de Maio            | Ademir Cunha        | Paulista                | [ 45 ] |
| 1  | 11 de agosto   | 2024   | Jaguar              | 9–0    | Atlético Pernambucano | Arruda              | Recife                  | [ 46 ] |

### Campeões invictos
Na temporada de 2018 o Petrolina venceu a competição com 8 vitórias e 4 empates, ou 77,7% de aproveitamento. Tornando-se assim o primeiro clube campeão invicto do torneio. Feito que viria a ser repetido na temporada de 2023, quando o Afogados foi campeão do torneio com 10 vitórias e 1 empate, ou 93,9% de aproveitamento.
- Petrolina: 1 vez (2018)
- Afogados: 1 vez (2023)

### Estádios
O Ministério do Esporte em 2016, lançou um sistema que avalia os estádios de futebol no Brasil, o Sisbrace. O critério de avaliação se baseia com uma nota que varia de uma bola até cinco bolas, sendo uma a pior nota.
No início do ano de 2017, a CBF proibiu que os clubes mandassem seus jogos longe do seu estado de origem. Com isso, muitos clubes que manifestaram o interesse em disputar a competição, não tiveram seus estádios aprovados, caso das equipes Petrolina e 1° de Maio, que ficaram de fora da competição devido ao seu estádio Paulo de Souza Coelho o Paulo Coelho, não apresentar os laudos finais para estar apto para partidas com público. Ambas equipes, cogitaram em mandarem seus jogos no estádio do Juazeirense, o estádio Adauto Morais em Juazeiro, cidade que fica na divisa entre o estado de Pernambuco e o estado da Bahia. Mas devido esta proibição, por mais outro ano, a cidade de Petrolina fica sem representantes no certame.
Em 2018, a série A2 contou com dois dos maiores estádios de futebol de Pernambuco. Os estádios da Ilha do Retiro, com capacidade para 35.020 pessoas e o Estádio dos Aflitos, com capacidade para 22.856 pessoas, foram utilizados no campeonato graças as participações das categorias de base do Sport e Náutico.

## Ligações Externas
1. «Página com todos os campeões da Série A2 de 1977 até 2011»
2. «Site oficial da Federação Pernambucana de Futebol»